# Terres-de-Haute-Charente
Terres-de-Haute-Charente es una comuna nueva francesa situada en el departamento de Charente, de la región de Nueva Aquitania.

## Historia
Fue creada el 1 de enero de 2019, en aplicación de una resolución del prefecto de Charente de 28 de septiembre de 2018 con la unión de las comunas de Genouillac, La Péruse, Mazières, Roumazières-Loubert y Suris, pasando a estar el ayuntamiento en la antigua comuna de Romauzières-Loubert.

## Demografía
Según los datos aportados en la resolución del prefecto de Charente, la comuna se crea con 4087 habitantes.

## Composición
| Comuna fusionada    | Código INSEE | Población (2013) | Superficie (km²) | Densidad (hab./km²) |
| ------------------- | ------------ | ---------------- | ---------------- | ------------------- |
| Genouillac          | 16149        | 612              | 14.59            | 42                  |
| La Péruse           | 16259        | 523              | 8.52             | 61                  |
| Mazières            | 16214        | 103              | 5.87             | 18                  |
| Roumazières-Loubert | 2494         | 46.59            | 46.59            | 54                  |
| Suris               | 16376        | 250              | 11.08            | 23                  |